# 費利克斯湖 (施普雷-奈瑟縣)
51°36′50″N 14°32′48″E / 51.61389°N 14.54667°E

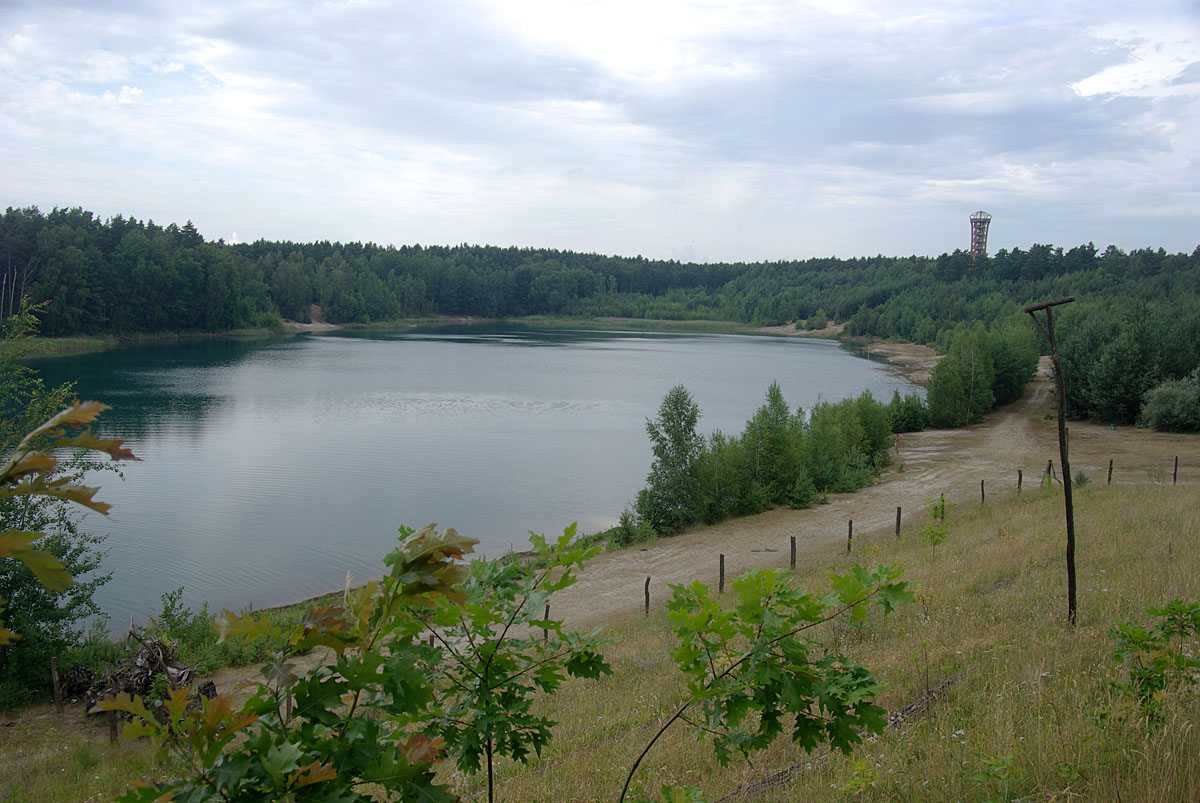

費利克斯湖（德語：Felixsee），是德國的湖泊，位於該國東北部，由勃蘭登堡州負責管轄，處於施普雷-奈瑟縣，距離施普倫貝格約12公里，長0.7公里、寬0.4公里。